# اتحادیه فمینیستی مصر
اتحادیه فمینیستی مصر (عربی: الاتحاد النسائی المصری) اولین جنبش فمینیستی فراگیر در مصر بود.

## تاریخچه و مشخصات
اتحادیه فمینیستی مصر در نشستی در ۶ مارس 1923 در خانه هدی شعراوی، که تا زمان مرگش در ۱۲ دسامبر ۱۹۴۷ به عنوان اولین رئیس آن خدمت کرد، تأسیس شد. قبل از تبدیل شدن به اتحادیه، سازمانی که با حزب وفد ارتباط داشت در سال ۱۹۲۰ کمیته مرکزی زنان وفدیست نامیده می‌شد ایجاد اتحادیه فمینیست مصر در پاسخ به نارضایتی فمینیست‌ها از جنبش استقلال مصر، که حقوق زنان را در مبارزه برای استقلال در درجه دوم قرار می‌داد، رخ داد.
رسالت آن کسب حقوق همه‌جانبه برای زنان بود. برخی از خواسته‌های اتحادیه به این موارد محدود نمی‌شود: حق رای زنان، ارتقای آموزش زنان و کودکان، توقف فحشا قانونی توسط دولت، اصلاح قانون احوال شخصیه، و همچنین مراقبت‌های بهداشتی بهتر برای زنان و کودکان. این مطالبات وقایع نگاری شد و در دو هفته نامه لی‌اجیپتن(به فرانسوی: L'Égyptienne) از سال ۱۹۲۵، و از سال ۱۹۳۷ در مجله زن مصری منتشر شد. آنها در نهایت در مبارزه برای حق رای زنان موفق خواهند شد، با اعطای حق رأی به زنان در سال ۱۹۵۶ و همچنین پایان دادن به فحشا قانونی. درخواست اصلاحات آموزشی توسط اتحادیه در سال ۱۹۲۵ برآورده شد، زمانی که دولت آموزش ابتدایی را برای دختران و همچنین پسران اجباری کرد و بعداً در این دهه زنان برای اولین بار در دانشگاه ملی پذیرفته شدند.
کمپین اتحادیه برای اصلاح قانون خانواده اما ناموفق بود. اتحادیه قادر به اصلاح بخش‌هایی از قانون خانواده و کدهای وضعیت شخصی نبود که به مردان اجازه می‌داد همسران خود را بدون رضایت همسر طلاق دهند و همچنین به تعدد زوجات پایان داد.
اتحادیه همچنین از استقلال کامل از بریتانیا حمایت کرد، اما مانند رهبران مرد طبقه بالای حزب وفد، ارزش‌های اجتماعی اروپایی را ترویج کرد و اساساً جهت‌گیری سکولار داشت.
این سازمان به اتحاد بین‌المللی حق رای زنان وابسته بود. در سال ۱۹۲۳ اتحاد بین‌المللی زنان در پایتخت ایتالیا جلسه ای برگزار کرد که اتحادیه نمایندگانی را برای شرکت در آن فرستاد.
این اتحادیه کنفرانس زنان شرقی برای دفاع از فلسطین را در قاهره سازمان داد و هدی شعراوی به هر کشور پیشنهاد کرد اتحادیه‌های فمینیستی ایجاد کنند و این اتحادیه‌ها یک سازمان چتر تشکیل دهند که جهان عرب را در بر می‌گیرد. در دسامبر ۱۹۴۴، اتحادیه اتحادیه زنان عرب یا کنفرانس زنان عرب را در قاهره تشکیل داد که به‌طور رسمی اتحادیه فمینیستی عربی(به عربی: المصریة) را تأسیس کرد.
پس از مرگ هدی شعراوی در سال ۱۹۴۷، دوریا شفیق به نظر می‌رسید که جانشین طبیعی او به عنوان رهبر اتحادیه خواهد شد، اما در عوض او یک سال بعد در سال ۱۹۴۸ اتحادیه بنت النیل را برای پیشبرد اهداف جنبش حقوق زنان در مصر - با تمرکز ویژه بر پیشرفت اجتماعی و مشارکت در سیاست گذاری، تشکیل داد. در فوریه ۱۹۵۱، شفیق موفق شد مخفیانه ۱۵۰۰ زن از دو گروه فمینیستی پیشرو مصر (اتحادیه و اتحادیه بنت النیل) را گرد هم آورد. او نوعی راهپیمایی را ترتیب داد که مجلس را به مدت چهار ساعت پس از تجمع آن‌ها با یک سری مطالبات عمدتاً مرتبط با حقوق اجتماعی-اقتصادی زنان، قطع کرد. مفیده عبدالرحمان در این رابطه برای دفاع از شفیق در دادگاه انتخاب شد. وقتی پرونده به دادگاه رفت، بسیاری از طرفداران بنت النیل در دادگاه حضور یافتند و قاضی جلسه را برای مدت نامعلومی به تعویق انداخت. با این حال، علیرغم دریافت وعده‌های رئیس مجلس سنا، حقوق زنان هیچ پیشرفتی را تجربه نکرد.

### اتحادیه فمینیست‌های مصر در زمان ناصر
در سالهای اول ریاست جمهوری جمال عبدالناصر، او در مواجهه با اتحادیه با اعطای حق رای (۱۹۵۶) به خواسته‌های آن‌ها پاسخ داد. ناصر همچنین فرصت‌های برابر را برای زنان در تحصیل و اشتغال ایجاد کرد و در عین حال به شهروندان طبقات متوسط و پایین‌تر وعده حق تحصیل، مراقبت‌های بهداشتی و تحرک اقتصادی را برای زنان و مردان داد. اتحادیه فمینیست مصر تحت حکومت تحت کنترل رئیس‌جمهور جمال عبدالناصر در طول سال ۱۹۵۶ و پس از آن محدود شد. رژیم ناصر در سال ۱۹۵۶ اتحادیه را منحل کرد و این سازمان را جذب کرد و از یک سازمان مستقل به یک مؤسسه خیریه دولتی تبدیل شد که به انجمن هدی شعراوی تغییر نام داد. رژیم ناصر قانون ۳۲/۱۹۶۴ را تصویب کرد که به دولت این امکان را می‌داد تا سازمان‌هایی را که قبلاً در ارتباط با دولت نبودند، تنظیم کند یا به سادگی ممنوعیت کند. این امر مطالبه حقوق سیاسی و اقتصادی را برای سازمان دشوار می‌کرد.

### اتحادیه فمینیست مصر از سال ۲۰۱۱
از سال ۲۰۱۱، اتحادیه به عنوان یک سازمان غیرانتفاعی و غیردولتی با نام اصلی اما با هدف و تیمی متفاوت اصلاح شد. این جرقه عمدتاً به دلیل انقلاب مصر در سال ۲۰۱۱ بود که طی آن بسیاری از گروه‌های فعال فمینیستی با هم متحد شدند و نقش بزرگی در تعدادی از تظاهرات و تحصن‌ها علیه حسنی مبارک و دولت مصر داشتند. امروزه، اتحادیه به عنوان یک سازمان غیرانتفاعی، در میان اهداف دیگر، با هدف افزایش آگاهی در مورد مسائل زنان، انجام تحقیقات و همچنین یکپارچه سازی فناوری مانند پایگاه‌های داده برای کار در جهت حل این مسائل فعال است.